# Joan Rafí Vidal
Joan Rafí Vidal, en realitat Joan Rafí Sastre (Vilabella, Alt Camp, 1798 - Tarragona 1827) va ser un hisendat i militar català. Era conegut per Rafí Vidal, el renom de la casa pairal, cal Vidal de Vilabella.
Es va casar el 1814 amb Josepa Segú i va tenir cinc fills. D'ideologia conservadora i profundament religiós, no va dubtar ni un moment a afegir-se a la insurrecció reialista contra els liberals durant el Trienni Liberal, lluitant sota les ordres del general Romagosa i del Baró d'Eroles a la Guerra de la Regència d'Urgell. Quan Francisco Espoz y Mina va conquerir la Seu d'Urgell va marxar a França retornant a Catalunya amb els Cent Mil Fills de Sant Lluís. Als inicis de la Dècada Ominosa, a partir de 1824 va viure a Vilabella i a Tarragona.

## La seva actuació a laGuerra dels Malcontents
L'any 1826 va ser nomenat coronel sotsinspector del govern militar de Tarragona i l'any següent se li encomanà la repressió dels Malcontents que actuaven per la zona del Camp de Tarragona. Fingint acatar les ordres rebudes, es presentà a Reus el dia 4 de setembre de 1827 amb una columna de 200 homes davant d'una reunió de l'ajuntament presidit per l'alcalde Antonio Chamochín reclamant vint-i-vuit mil rals per fer front a les despeses de la seva marxa contra els sublevats. Portava en aquest sentit una ordre del governador de Tarragona. L'alcalde i els regidors van citar per a l'endemà els veïns importants perquè fessin les aportacions necessàries, i si no "sufrirán rigurosos apremios militares". Rafí va seguir a Reus i ocupà llocs estratègics amb els seus homes. El dia 7, a les 9 del matí, Rafí es va presentar davant de l'alcalde i els regidors acompanyat de tots els caps i oficials dels voluntaris reialistes i es pronuncià a favor dels revoltats que deia combatre. Va exigir 200.000 rals que havien de ser donats abans de les 5 de la tarda o anunciava represàlies. A les 11 del matí, havent marxat Rafí de l'ajuntament, els regidors van mostrar un gran espant davant la concentració de forces que s'havia aplegat al Quarter la nit abans, i reuneixen diversos ciutadans per mirar de recollir els diners exigits. A les 2 de la tarda, uns oficials de Rafí amb quaranta o cinquanta homes armats es van presentar a l'ajuntament reclamant els diners, amb el rellotge a la mà, mentre rebien notícies de que algunes partides de soldats sublevats passaven per les cases de la vila i feien presoneres algunes persones. El 9 de setembre Rafí va fer formar a la plaça del quarter als batallons de reialistes exigint que es passessin a la facció. Una majoria s'hi va negar i Rafí amenaçà amb saquejar Reus. Però l'alcalde Chamochín, preveient la jugada, havia fet tancar els comerços i avisat a la gent perquè es quedés a les cases. Rafí va emportar-se alguns hostatges i va marxar de Reus, però deixà sentinelles a les parts de fora de les portes de la vila, que a la matinada van impedir la sortida dels pagesos i els comerciants a no ser a canvi d'un alt peatge. L'ajuntament va negociar i va aconseguir que no s'emportés els hostatges més enllà de Castellvell, però va haver d'acceptar una exigència de pagament de 100.000 duros per a alliberar la vila. Es van alliberar la majoria d'hostatges, i Rafí se'n va quedar uns deu o dotze.
Mentrestant una sèrie de pobles del Camp s'havien revoltat a favor dels Malcontents, i Rafí, amb l'objectiu de coordinar el moviment, va prendre el títol de comandant general de l'exèrcit restaurador del corregiment de Tarragona i va instaurar una Junta Corregimental a Alforja el 13 de setembre, de la qual se'n reservà la presidència. L'arribada de Ferran VII a Tarragona va deixar els revoltats sense arguments, ja que deien lluitar a favor del rei. Rafí, uns dies abans havia ocupat el Coll de Balaguer per a evitar el pas del Batalló de San Fernando que precedia el rei, manat pel general Manso. Quan aquest va arribar, Rafí deposà les armes per no haver d'enfrontar-se amb ell, i s'entrevistà amb Ferran VII. El monarca li va prometre l'indult si es rendia. Rafí Vidal, encara que va presentar oposició i va lluitar amb les tropes del batalló del monarca a les que va derrotar, no es va enfrontar amb el Rei, a qui era lleial de totes maneres. Va acceptar els termes de rendició, i va ser portat pres a Tarragona, juntament amb altres caps revoltats on esperava l'indult. El Rei va pacificar tot Catalunya i va marxar en direcció a València el 28 d'octubre de 1827. Rafí i Albert Olives, tinent coronel retirat i regidor a Reus que s'havia pronunciat amb Rafí, van ser afusellats a Tarragona el dia 5 de novembre amb el càrrec de ser caps de la revolta. Després els van penjar a la plaça d'armes situada entre la porta de Lleida i la de Sant Francesc, on el seu cadàver va ser exposat al públic durant tot el dia amb un cartell al pit en què figurava escrit el motiu de la sentència.